# Zoubeir Boughnia
Zoubeir Boughnia (en árabe: زبير بوغنية‎; Ciudad de Túnez, Túnez, 31 de julio de 1955-23 de enero de 2024) fue un futbolista tunecino que jugó en la posición de delantero centro.

## Carrera

### Club
| Periodo    | Club         |
| ---------- | ------------ |
| 1973-1975  | Espérance ST |
| 1975-1977  | USM Malakoff |
| 1977-19871 | Espérance ST |

### Selección nacional
Debutó con Túnez el 26 de septiembre de 1974 ante Egipto en el Torneo de Qouneitra dirigido por el entrenador André Nagy y jugó de titular y su último partido internacional lo jugó el 25 de marzo de 1979 ante Libia. Jugó ocho partidos con la selección nacional y anotó cuatro goles.

## Logros

### Club
- CLP-1 (1): 1975
- Copa de Túnez (2): 1979, 1980

### Individual
- Goleador de la CLP-1 en 1975.